# 保羅·克洛岱爾

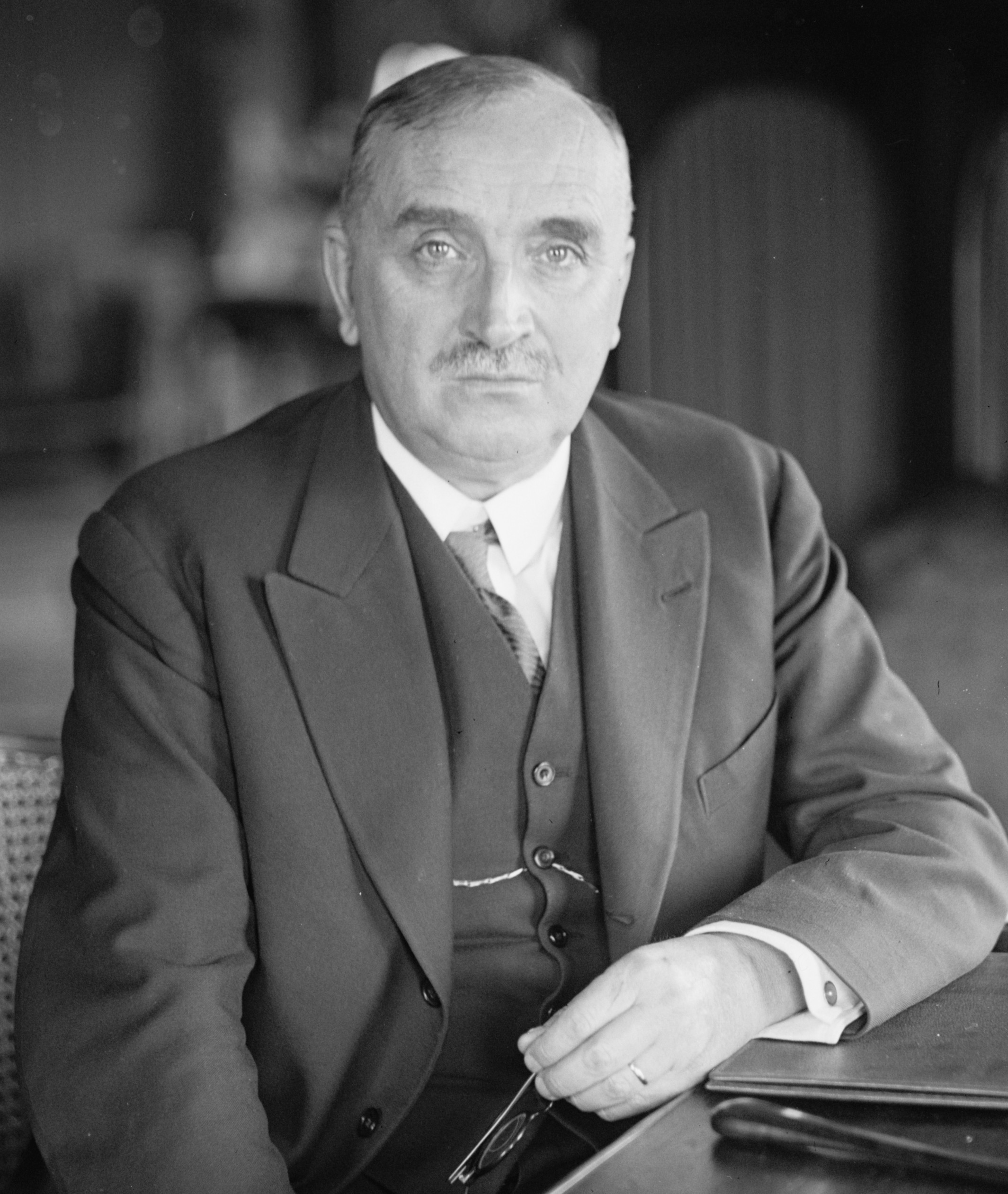

保羅-路易-夏爾-馬里·克洛岱爾（1868年8月6日—1955年2月23日），漢名高樂待（福州時期）、高祿德（天津時期），法國詩人、劇作家、散文家、外交官，1895－1909年在中國（清朝）擔任領事。其長姊卡米耶·克洛岱爾是雕塑家。

## 傳記

### 1892年或以前
保羅·克洛岱爾於1868年8月6日生於法國皮卡第大區埃納省的費爾河畔維勒訥沃。父親Louis-Prosper是政府公務員，處理抵押和銀行交易事務；母親Louise Cerveaux來自香檳行省，家庭成員都是農夫或牧師。1881年，他一家移居巴黎，他在當地的路易大帝高中讀高中，後於巴黎政治學院讀大學。他本來沒有信仰，但於1886年（18歲）聖誕節在巴黎聖母院聽到天主教的晚禱後，就信了天主教。

### 外交官
保羅·克洛岱爾在1893－1936年期間當上法國的外交人員。他在中國（清朝）逗留14年，中國是其逗留時間最長的出使國家。
- 1893年4月－11月：美國紐約市
- 1893年12月－1895年5月：美國波士頓
- 1895年7月－1896年3月，1896年12月－1897年3月，1897年9月－1898年9月，1898年11月－1899年1月：中國（清朝）上海[2]
- 1896年3月－1896年12月，1898年9月－1898年11月，1899年1月－1899年10月，1901年1月－1905年4月：中國（清朝）福州[2]
- 1897年3月－1897年9月：中國（清朝）漢口[2]
- 1906年5月－1906年6月：中國（清朝）北京[2]
- 1906年7月－1909年8月：中國（清朝）天津[2]
- 1909年12月－1911年9月：捷克布拉格
- 1911年10月－1913年9月：德國美因河畔法蘭克福
- 1913年10月－1916年：德國漢堡
- 1916年－1920年：巴西里約熱內盧
- 1920年－1922年：丹麥哥本哈根
- 1922年－1928年：日本東京
- 1928年－1933年：美國華盛頓哥倫比亞特區
- 1933年－1936年：比利時布魯塞爾

1895年末，保羅·克洛岱爾在上海寫信給法國詩人馬拉美，信中這樣說：
|  | 中國是一個古老國家，錯綜複雜，令人目眩。這裡的生活還沒有遭到精神上的現代病的感染……我厭惡現代文明，而且對它總感到十分陌生。相反，這裡的一切似乎都很自然、正常。 |

之後，他在《巴黎雜誌》寫了很多散文詩，講述中國風情。
保羅·克洛岱爾在巴西里約熱內盧時正值第一次世界大戰，他負責監督由南美洲運往法國的食物供應。當時他的秘書達呂斯·米約後來成為著名作曲家。

### 詩人、劇作家
保羅·克洛岱爾受法國象徵主義詩人阿蒂爾·蘭波的影響很深遠。